# Каменка (приток Косы)
Каменка — река в России, протекает по Юрлинскому району Пермского края. Устье реки находится в 241 км по левому берегу реки Коса. Длина реки составляет 13 км.
Берёт начало на Верхнекамской возвышенности на границе с Кировской областью. Течёт на юго-восток по лесному массиву, приток — Сулайка (правый). Впадает в Косу у деревни Верхняя Коса.

## Данные водного реестра
По данным государственного водного реестра России относится к Камскому бассейновому округу, водохозяйственный участок реки — Кама от истока до водомерного поста у села Бондюг, речной подбассейн реки — бассейны притоков Камы до впадения Белой. Речной бассейн реки — Кама.
Код объекта в государственном водном реестре — 10010100112111100002300.